# Alpha (film, 2025)
Pour les articles homonymes, voir  Alpha.
Pour plus de détails, voir Fiche technique et Distribution.
Alpha est un film dramatique franco-belge écrit et réalisé par Julia Ducournau, sorti en 2025.
Le film est présenté en « compétition officielle » au Festival de Cannes 2025.

## Synopsis
Dans les années 1980, dans la ville portuaire du Havre, Alpha est l'enfant unique d'une jeune médecin qui travaille dans un service hospitalier fermé avec des malades atteints d'un virus. La jeune fille de treize ans est évitée par ses camarades de classe car des rumeurs circulent selon lesquelles elle serait atteinte d'une nouvelle maladie. Lorsque l'adolescente revient de l'école avec un tatouage sur le bras représentant la lettre A, le monde s'écroule pour sa mère. Elle s'inquiète de savoir quelle maladie sa fille a pu attraper avec l'aiguille du tatoueur. Son frère Amin, séropositif, est un toxicomane sans espoir dont les bras sont couverts de marques de piqûres.
Le tatouage d'Alpha se met à saigner de plus en plus souvent. À l'école, les attaques contre elle se multiplient. Dans la piscine de l'école, elle manque de se faire noyer par un camarade de classe. Alpha connaît à peine son oncle, et lorsqu'Amin arrive chez eux, marqué par sa maladie et proche de la mort, elle fait véritablement connaissance,,,.

## Fiche technique
Sauf indication contraire, les informations mentionnées dans cette section peuvent être confirmées par les bases de données cinématographiques Allociné et Unifrance,  présentes dans la section « Liens externes ».
- Titre original français : Alpha[5]
- Réalisation et scénario : Julia Ducournau
- Musique : Jim Williams
- Décors : Emmanuelle Duplay
- Costumes : Isabelle Pannetier
- Photographie : Ruben Impens
- Son : Séverin Favriau, Paul Maenaudt et Stéphane Thiebaut
- Montage : Jean-Christophe Bouzy
- Production : Eric Altmayer, Nicolas Altmayer, Jean des Forêts, Amélie Jacquis
- Sociétés de production : Kallouche Cinéma et Mandarin et Compagnie, en coproduction avec Frakas Productions, en association avec 3 SOFICA
- Société de distribution : Diaphana (France)[6]
- Format : couleur
- Pays de production :   France (90,0%) /  Belgique (10,0%)
- Langue originale : français
- Genre : drame
- Durée : 128 minutes
- Dates de sortie :
  - France : 19 mai 2025 (Festival de Cannes) ; 20 août 2025 (sortie nationale)
  - Suisse : 5 juillet 2025 (Festival de Neuchâtel) ; 20 août 2025 (sortie nationale)
  - Belgique : 20 août 2025
- Classification :
  - Belgique : Potentiellement préjudiciable jusqu’à 12 ans[7]
  - France : Interdit aux moins de 12 ans[8]

## Distribution
- Tahar Rahim : Amin, l’oncle d’Alpha
- Golshifteh Farahani : la mère
- Mélissa Boros : Alpha
  - Ambrine Trigo Ouaked : Alpha, 5 ans
- Emma Mackey : l’infirmière
- Finnegan Oldfield : le professeur d'anglais
- Louai El Amrousy : Adrien
- Jean-Charles Clichet
- Christophe Perez

## Production

### Développement
Le film est réalisé par Julia Ducournau, qui a également écrit le scénario. Il s'agit de son troisième long métrage, après Grave (2016) et Titane (2020). L'intrigue d'Alpha présente des similitudes avec son premier court métrage, Junior, dans lequel une jeune fille de 13 ans subit une étrange métamorphose après avoir attrapé un virus gastrique. Par ailleurs, certains aspects de la vie d'Alpha sont des réminiscences conscientes de l'enfance de Julia Ducournau, en particulier les origines kabyles du personnage — la mère de Julia Ducournau est kabyle :

« Je vous confirme que [le fait de situer le récit au sein d'une famille kabyle] n'a rien d'opportuniste. (…) [La scène du repas de l'Aïd avec toute la famille] ça oui, comme vous l'observiez, c'est lié à des souvenirs de famille. (…) Les actrices qui jouent les tantes, Zora la grand-mère et Jafar le grand-père, sont tous kabyles, donc ça leur parlait direct, on s'est reconnu sur plein de trucs et ça fait qu'au final, on a une scène qui est exactement au diapason de ce que je voulais, un pur shoot d'Enfance, avec un grand E, pas seulement la mienne. »

— Julia Ducournau

### Attribution des rôles
Les rôles principaux sont tenus par Golshifteh Farahani et Tahar Rahim,, ce dernier ayant perdu 20 kilos pour se préparer au rôle. Mélissa Boros joue le rôle-titre d'Alpha adulte[réf. nécessaire]. Enfant, celle-ci est interprétée par Ambrine Trigo Ouaked[réf. nécessaire].

### Tournage
Le tournage a lieu à l'automne 2024 au Havre, où se déroule le film. À la mi-octobre, des prises de vue sont réalisées dans une maison de la rue Gabriel-Péri, ainsi que dans une tour de la rue de Fleurus. Fin octobre, une piscine publique à Pont-Audemer, choisie pour son esthétique des années 1980, a servi de lieu de tournage. Au total, la durée est de 35 jours en Normandie avant de tourner des images à Paris jusqu'en novembre,.
La réalisatrice a déjà collaboré avec le chef opérateur, Ruben Impens, et le monteur, Jean-Christophe Bouzy, pour ses deux premiers films.

### Musique
Le compositeur britannique Jim Williams signe la musique du film et retrouve ainsi Julia Ducournau pour une troisième collaboration après Grave et Titane.

## Accueil
Alpha est présenté, en avant-première, en mai 2025, au Festival de Cannes, où il concourt pour la Palme d'or. Les droits de distribution pour l'Amérique du Nord ont été obtenus par la société de production et de distribution de films indépendants Neon. La distribution en Allemagne est assurée par Plaion Pictures.
Télérama n'a pas apprécié le film, lui donnant la note minimale. « Amour toxique, malsain, pervers. On pige vite la métaphore : la famille comme drogue, défonce sévère, facteur terrible de dépendance. Le cocon domestique devient un carcan, le frère et sa sœur étouffent sous les croyances du milieu berbère d’origine [...] ». Alors que « le fond est noir et grave ; le scénario, inutilement alambiqué ; la forme, clinquante à souhait. Beaucoup de facilités (Portishead en son d’appui), très peu d’inventivité. Fini Cronenberg, on dirait parfois du Luc Besson revu par Gilles Lellouche ».
De manière générale, le film ne rencontre pas un accueil critique chaleureux, en France comme à l'international : le magazine Screen International recueillant les avis de 11 critiques de 7 nations différentes lui attribue une moyenne de 1,5/4, ce qui place le film ex-aequo avec Eddington de Ari Aster : parmi la compétition cannoise, seul Fuori de Mario Martone est moins bien reçu par ce groupe de critiques. Le film reçoit un accueil similaire dans le « palmomètre » du Film français, qui compile sous forme d'étoiles les avis d'une quinzaine de critiques français sur la sélection du festival de cannes : selon cette grille, 8 critiques (dont les critiques des Cahiers du Cinéma, du Figaro, de Télérama, Libération ou Les Inrockuptibles) lui attribuent la pire note possible de zéro étoile. 
Parmi les plus rares enthousiastes, on trouve Clarisse Fabre pour Le Monde, qui fait du film sa « palme d'or rêvée » ou Gaël Golhen pour Première, qui évoque « un body horror délicat aussi stupéfiant qu'émouvant [...] [qui] marque en tout cas l'avènement d'une cinéaste en maîtrise ».

## Distinctions

### Récompenses
- Festival de Cannes 2025 : prix CST de l'artiste technicien pour Ruben Impens, directeur de la photographie, et Stéphane Thiébaut, mixeur son

### Sélection
- Festival de Cannes 2025 : sélection officielle, en compétition